# Metriopelma familiare
Metriopelma familiare är en spindelart som först beskrevs av Simon 1889.  Metriopelma familiare ingår i släktet Metriopelma och familjen fågelspindlar.
Artens utbredningsområde är Venezuela. Inga underarter finns listade i Catalogue of Life.